# Richard Pryor
Pour les articles homonymes, voir Pryor.
Richard Pryor, né le 1er décembre 1940 à Peoria, en Illinois, et mort le 10 décembre 2005 à Encino, quartier de la ville de Los Angeles, est un acteur, humoriste, scénariste, producteur et réalisateur américain,. Il a touché un large public grâce à ses observations incisives et à son style de narration, et est largement considéré comme l'un des humoristes de stand-up les plus grands et les plus importants de tous les temps. Il a remporté un Primetime Emmy Award et cinq Grammy Awards. Il a reçu le premier prix Mark-Twain de l'humour américain du Kennedy Center en 1998 et a remporté le Writers Guild of America Award en 1974. Il a été classé numéro un sur la liste de Comedy Central des plus grands comédiens de stand-up de tous les temps. En 2017, le magazine Rolling Stone le classe premier sur sa liste des 50 meilleurs comédiens de stand-up de tous les temps.
La carrière de Pryor comprend de nombreux films de concert et enregistrements de chansons. Il remporte le Grammy Award du meilleur album comique pour That Nigger's Crazy (en) (1974), ...Is It Something I Said? (en) (1975), Bicentennial Nigger (en) (1976), Richard Pryor: Live on the Sunset Strip (en) (1982), et Richard Pryor: Here and Now (en) (1983). Il est également connu pour Live & Smokin' (en) (1971), Wanted: Live in Concert (en) (1978), et Richard Pryor: Live in Concert (en) (1979). Il est co-scénariste du western comique Le shérif est en prison (1974) de Mel Brooks.
En tant qu'acteur, il a principalement joué dans des comédies. Il connait de grands succès pour son duo avec Gene Wilder, comme dans les films Transamerica Express (1976), Faut s'faire la malle (1980), Pas nous, pas nous (1989), et Le Menteur et le Tricheur (1991). Il a également joué dans des films tels que Uptown Saturday Night (en) (1974), Blue Collar (1978), The Wiz (1978), California Hôtel (1978), Superman 3 (1983), Les Nuits de Harlem (1989), et Lost Highway (1997). Il est apparu à la télévision dans son propre rôle dans Sesame Street et le Saturday Night Live avant d'animer les émissions The Richard Pryor Show (en) (1977), et Pryor's Place (en) (1984).

## Biographie

### Carrière
Pryor est né le 1er décembre 1940 à Peoria, dans l’Illinois. Il a grandi dans un bordel tenu par sa grand-mère, Marie Carter, où sa mère alcoolique, Gertrude L. (née Thomas), était une prostituée. Son père, LeRoy « Buck Carter » Pryor (7 juin 1915 - 27 septembre 1968), était un ancien boxeur, arnaqueur et proxénète. Après que Gertrude l’ait abandonné à l’âge de 10 ans, Pryor a été élevé principalement par Marie, une femme grande et violente qui le battait pour n’importe laquelle de ses excentricités. Pryor était l’un des quatre enfants élevés dans le bordel de sa grand-mère. Il a été abusé sexuellement à l’âge de sept ans et expulsé de l’école à l’âge de 14 ans.
Sa carrière de comique commence dès l'école secondaire par un marché passé avec l'un de ses professeurs : si Pryor accepte d'arrêter de plaisanter pendant le cours, l'enseignant le laisse faire son spectacle devant ses camarades une fois par semaine.
Devenu adulte, ses premiers sketchs sont politiquement corrects, on le compare élogieusement à Bill Cosby. Pryor, qui avait pourtant du succès, trouve cela frustrant. Il s'éloigne de la comédie pendant deux ans.
Son heure de gloire, Richard Pryor la connaît entre le milieu des années 1970 et le milieu des années 1980, travaillant notamment avec Mel Brooks et Gene Wilder. Dans les années 1980, devenu l'un des acteurs les mieux payés des États-Unis, il joue dans Toubib malgré lui, Pas nous, pas nous (See No Evil, Hear No Evil), Les Nuits de Harlem, ou encore le partenaire de Christopher Reeve dans Superman 3. De très graves problèmes de santé (dus à la sclérose en plaques dont il souffre à partir de 1986, et à sa dépendance à la drogue) freinent son accession au titre de plus grand comique afro-américain. Il est supplanté par Eddie Murphy, dont il avait été l'inspiration à ses débuts. Dans les années 1990, rattrapé par la maladie, il s'éloigne des écrans. Il tient encore quelques petits rôles au cinéma, notamment dans Lost Highway de David Lynch où il apparait cloué sur son fauteuil roulant.

### Décès
Le 9 décembre 2005, à l’âge de 65 ans, Richard Pryor succombe à une attaque cardiaque à son domicile de la Vallée de San Fernando en Californie. Selon Flyn Pryor, son ex-épouse, la sclérose en plaques dont il souffrait aurait pu expliquer son recours à la drogue.
En 2004, la chaîne Comedy Central le classe comme meilleur comédien de stand up de l'Histoire.

## Filmographie

### Acteur

#### Cinéma
- 1967 : The Busy Body de William Castle : Whittaker
- 1968 : Les Troupes de la colère (Wild in the Streets) de Barry Shear : Stanley X
- 1970 : The Phynx de Lee H. Katzin et Robert McKimson : lui-même
- 1972 : Lady Sings the Blues de Sidney J. Furie : le pianiste
- 1973 : Le Mac (The Mack) de Michael Campus : Slim
- 1973 : Sleeping Beauty de James B. Harris : Jeff
- 1973 : Hit! de Sidney J. Furie : Mike Willmer
- 1974 : Uptown Saturday Night de Sidney Poitier : Sharp Eye Washington
- 1976 : Adiós Amigo de Fred Williamson : Sam Spade
- 1976 : Bingo (The Bingo Long Traveling All-Stars & Motor Kings) de John Badham : Charlie Snow
- 1976 : Car Wash de Michael Schultz : Daddy Rich
- 1976 : Transamerica Express Arthur Hiller : Grover
- 1977 : Greased Lightning de Michael Schultz : Wendell Scott
- 1977 : Which Way Is Up? Michael Schultz : Leroy Jones / Rufus Jones / Révérend Lenox Thomas
- 1978 : Blue Collar de Paul Schrader : Zeke Brown
- 1978 : The Wiz de Sidney Lumet : The Wiz
- 1978 : California Suite de Herbert Ross : Dr Chauncey Gump
- 1979 : Les Muppets, le film (The Muppet Movie) de James Frawley : le vendeur de ballons
- 1980 : Sacré Moïse ! (Wholly Moses!) de Gary Weis : le pharaon
- 1980 : La Bible ne fait pas le moine (In God We Tru$t) de Marty Feldman : Dieu
- 1980 : Faut s'faire la malle (Stir Crazy) de Sidney Poitier : Harry Monroe
- 1981 : Bustin' Loose de Oz Scott et Michael Schultz : Joe Braxton
- 1982 : Some Kind of Hero de Michael Pressman : Eddie Keller
- 1982 : Le Joujou (The Toy) de Richard Donner : Jack Brown
- 1983 : Superman 3 de Richard Lester : Gus Gorman
- 1985 : Comment claquer un million de dollars par jour (Brewster's Million) de Walter Hill: Montgomery Brewster
- 1986 : Jo Jo Dancer, Your Life Is Calling de lui-même : Jo Jo Dancer
- 1987 : Toubib malgré lui (Critical Condition) de Michael Apted : Eddie Lenahan / Dr Kevin Slattery
- 1988 : Moving d'Alan Metter : Arlo Pear
- 1989 : Pas nous, pas nous (See No Evil, Hear No Evil) d'Arthur Hiller : Wallace 'Wally' Karue
- 1989 : Les Nuits de Harlem (Harlem Nights) d'Eddie Murphy : Sugar Ray
- 1991 : Another You de Maurice Phillips : Eddie Dash
- 1996 : Mad Dogs de Larry Bishop: Jimmy
- 1997 : Lost Highway de David Lynch: Arnie

#### Télévision
- 1966 : Les Mystères de l'Ouest (The Wild Wild West) : Villar (saison 2 épisode 1)
- 1993 : Martin : Lui-même (saison 1 épisode 18)
- 1995 : Chicago Hope : La Vie à tout prix (Chicago Hope) : Joe Springer (saison 2 épisode 9)

### Scénariste
- 1974 : Le shérif est en prison (Blazing Saddles) de Mel Brooks
- 1981 : Bustin' Loose de Oz Scott & Michael Schultz (histoire)
- 1986 : Jo Jo Dancer, Your Life Is Calling de lui-même

### Producteur
- 1981 : Bustin' Loose de Oz Scott & Michael Schultz
- 1986 : Jo Jo Dancer, Your Life Is Calling de lui-même

### Réalisateur
- 1986 : Jo Jo Dancer, Your Life Is Calling

## Voix françaises
| - Med Hondo dans : - Transamerica Express - Le Joujou - Superman 3 - Comment claquer un million de dollars par jour - Toubib malgré lui - Moving - Pas nous, pas nous - Fous d'Irène (images d'archive) - Emmanuel Gomès Dekset dans : - The Wiz (1er doublage) - California Hôtel | - Sady Rebbot dans : - Faut s'faire la malle - Les Nuits de Harlem Et aussi - Michel Dodane dans The Wiz (2e doublage) - Frantz Confiac dans Blue Collar (Doublé en 2013) - Serge Sauvion dans Les Muppets, le film - Jérôme Keen dans Mad Dogs - Mario Santini dans Lost Highway |